# Chironex
A Chironex a kockamedúzák (Cubozoa) osztályának Chirodropida rendjébe, ezen belül a Chirodropidae családjába tartozó nem.

## Rendszerezés
A nembe az alábbi 3 faj tartozik:
- Chironex fleckeri Southcott, 1956 - típusfaj
- Chironex indrasaksajiae Sucharitakul, 2017
- Chironex yamaguchii Lewis & Bentlage, 2009